# Karen Chen
Karen Chen (Fremont, 16 agosto 1999) è una pattinatrice artistica su ghiaccio statunitense, specialista nel singolo.
Medaglia di bronzo in due eventi della ISU Challenger Series, è stata anche vincitrice del bronzo ai campionati statunitensi del 2015 e campionessa nell'edizione del 2017.

## Biografia
È nata nella città californiana di Fremont, da genitori di origine taiwanese. Ha un fratello minore, Jeffrey, anch'egli pattinatore artistico su ghiaccio.

## Palmarès
GP: Grand Prix; CS: Challenger Series; JGP: Junior Grand Prix. Nel campionato nazionale statunitense al quarto classificato viene assegnata la medaglia di peltro.
| Internazionali | Internazionali | Internazionali | Internazionali | Internazionali | Internazionali | Internazionali | Internazionali | Internazionali | Internazionali |
| Evento | 2013–14        | 2014–15        | 2015–16        | 2016–17        | 2017–18        | 2018–19        | 2019–20        | 2020–21        | 2021–22        |
| --- | -------------- | -------------- | -------------- | -------------- | -------------- | -------------- | -------------- | -------------- | -------------- |
| Giochi olimpici invernali |                |                |                |                | 11°            |                |                |                | 15°            |
| Campionati mondiali |                |                |                | 4°             | R              |                |                | 4°             | 8°             |
| Quattro continenti |                |                | 12°            | 12°            |                |                | 7°             |                |                |
| GP Cup of China |                |                | 5°             | 7°             |                |                |                |                |                |
| GP di Helsinki |                |                |                |                |                | R              |                |                |                |
| GP Trophée Eric Bompard |                |                |                |                |                |                |                |                | 5°             |
| GP NHK Trophy |                |                |                | 6°             |                |                | 9°             |                |                |
| GP Rostelecom Cup |                |                |                |                |                | R              |                |                |                |
| GP Skate America |                |                | 5°             |                | 8°             |                | 8°             | 4°             |                |
| GP Skate Canada |                |                |                |                | 7°             |                |                |                | 10°            |
| CS Autumn Classic International |                |                |                |                |                |                | 4°             |                | 4°             |
| CS Finlandia Trophy |                |                |                |                |                |                |                |                | 6°             |
| CS Golden Spin |                |                | 3°             | 7°             |                |                |                |                |                |
| CS Tallinn Trophy |                |                |                |                |                | R              |                |                |                |
| CS U.S. Classic |                |                | 4°             | 3°             | 3°             |                |                |                |                |
| Philadelphia Summer International |                |                |                |                | R              |                | 2°             |                |                |
| Internazionali: Junior |                |                |                |                |                |                |                |                |                |
| Campionati mondiali | 9°             | 8°             |                |                |                |                |                |                |                |
| JGP Final | R              |                |                |                |                |                |                |                |                |
| JGP Croazia |                | 2°             |                |                |                |                |                |                |                |
| JGP Repubblica Ceca |                | 3°             |                |                |                |                |                |                |                |
| JGP Lettonia | 3°             |                |                |                |                |                |                |                |                |
| JGP Slovacchia | 1°             |                |                |                |                |                |                |                |                |
| Nazionali |                |                |                |                |                |                |                |                |                |
| Campionato statunitense | R              | 3°             | 8°             | 1°             | 3°             | R              | 4°             | 3°             | 2°             |
| Eventi a squadre |                |                |                |                |                |                |                |                |                |
| Olimpiadi |                |                |                |                |                |                |                |                | 1º S           |
| Japan Open |                |                |                |                | 3° S 6° P      |                |                |                |                |
| World Team Trophy |                |                |                | 3° S 9° P      |                |                |                | 2° S 6° P      |                |
| R = Ritirata; J = Junior S = Risultato della squadra; P = Risultato personale. Medaglie assegnate solo per il risultato della squadra. |                |                |                |                |                |                |                |                |                |